# Puerto Nare
Puerto Nare är en kommun i Colombia.   Den ligger i departementet Antioquía, i den centrala delen av landet, 180 km norr om huvudstaden Bogotá. Antalet invånare är 16 690.